# Éric Lareine et Leurs enfants
Pour les articles homonymes, voir Lareine.
Albums de Éric Lareine
J'exagère
(1996) Embolie
(2012)
Éric Lareine et Leurs enfants est le quatrième album d'Éric Lareine, paru en 2010.

## Historique
En 2009, Éric Lareine décide avec le saxophoniste Frédéric Gastard (avec qui il joue au sein de La Campagnie des musiques à Ouïr de Denis Charolles) de monter un groupe de rock, avec lequel revenir sur le devant de la scène. Le guitariste Pascal Maupeu, avec qui Lareine donne des lectures musicales du recueil Wopbopaloobop alopbamboom, l'âge d'or du rock du critique musical Nick Cohn, et le batteur-percussionniste Frédéric Cavallin, issu de l'école de jazz toulousaine où le chanteur enseigne depuis de nombreuses années, les rejoignent. Éric Lareine baptise ses « jeunes » musiciens improvisateurs du nom-pirouette de « Leurs enfants ».

## Réception
Sorti en toute discrétion après quatorze ans de silence discographique de la part de son auteur, l'album a été salué de manière dithyrambique par la presse qui s'est penchée dessus. 

## Titres
Tous les textes sont d'Éric Lareine. Les auteurs des musiques sont indiqués ci-dessous (la mention "Leurs enfants" désignant une création musicale collective).
| No  | Titre                 | Compositeur(s)   | Durée |
| --- | --------------------- | ---------------- | ----- |
| 1.  | La Carrure            | Leurs enfants    | 3:18  |
| 2.  | La Soupape            | Pascal Maupeu    | 2:42  |
| 3.  | Beauté                | Pascal Maupeu    | 3:03  |
| 4.  | Mitoyenne             | Frédéric Gastard | 6:00  |
| 5.  | Comme dans un rêve    | Leurs enfants    | 3:54  |
| 6.  | Fragments             | Frédéric Gastard | 4:25  |
| 7.  | La Graine             | Pascal Maupeu    | 4:24  |
| 8.  | Le Grain de sable     | Mingo Josserand  | 3:18  |
| 9.  | La Forme              | Frédéric Gastard | 4:46  |
| 10. | Mon amour est si loin | Pascal Maupeu    | 4:24  |

## Musiciens
- Éric Lareine : chant, harmonicas
- Frédéric Gastard : saxophones, claviers analogiques
- Pascal Maupeu : guitare électrique, banjo
- Frédéric Cavallin : batterie, percussions
- Sylvain Bardiau : trompette (pistes 4 & 6)
- Matthias Mahler : trombone (pistes 4 & 6)

## Production
- Prise de son & mixage : Serge Faubert
- Mastering : Alexis Bardinet
- Production exécutive : Mathieu Cardon (Les Productions du Vendredi)
- Crédits visuels : Julien Mignot (pochette), Dominique Chauvet, Scotchko